# Émetteur de Heilsberg
L'émetteur de Heilsberg était un grand émetteur en Prusse-Orientale, près de Heilsberg. Il a été mis en service le 15 décembre 1930 avec une puissance d'émission de 60 kilowatts en exploitation sur une antenne-câble tendu entre deux tours de bois isolées du sol de 102 mètres de haut. Les tours étaient séparé de 200 mètres. En 1935, la puissance d'émission a été augmentée pour atteindre 100 kilowatts. En outre, l'antenne précédente a été remplacée par une tour de bois de 115 mètres de haut portant une bobine. Celle-ci fut remplacée en 1940 remplacé par des pylônes d'acier de 151 mètres haut isolé de la terre. En outre, cette même année a été ajoutée une antenne de surface triangulaire de 50 mètres isolé contre la terre. Le 31 janvier 1945, les installations ont été détruites par les forces armées se retirant. Après la Deuxième Guerre mondiale, le secteur a été utilisé pour quelque temps par les Soviétiques. L'utilisation actuelle du secteur est inconnue.